# Qaḑā' Umm al Quţţayn
Qaḑā' Umm al Quţţayn (arabiska: قضاء ام القطين) är en kommun i Jordanien.   Den ligger i guvernementet Mafraq, i den norra delen av landet, 80 km nordost om huvudstaden Amman.